# Népiskola
A népiskola az alsófokú, elemi oktatás intézménye volt az általános iskola megjelenéséig. 

## Története Magyarországon

### Középkor
A 14. és 15. században a falusi plébániai székhelyeken országszerte volt iskola.
A falusi iskolákban — miként Európa nagy részén — természetesen csak a Miatyánkot, Hiszekegy-et, a vallás legfőbb tételeit, az éneket, olvasást és itt-ott az írást tanították. A tanítást vagy a plébános vagy valamely papja, vagy az ún. iskolamester végezte.

### Újkor
A normaiskola olyan népiskola volt az 1770-es évek végétől a 19. század elejéig, melyben a Johann Ignaz Felbiger által kidolgozott norma-módszer (methodus normalis) alapján folyt a tanítás. 

### 1849-től a kiegyezésig
A bécsi kormány 1855-ös rendelete alapján kétféle alapfokú iskolatípus létezett: 
- két- vagy három éves alelemi (1858-tól ez a típus is négyévessé vált),
- a négyéves főelemi.

Az alelemi tulajdonképpen falusi népiskola volt, ahol egy tanító többnyire osztatlanul, gyakran akár száz gyerekkel foglalkozott egyidejűleg. Főeleminek a városi alapfokú iskolát nevezték, amelyhez gyakran reáliskolát is csatoltak.
A népiskolákban az osztrák kormány kötelezővé tette a német nyelv tanítását is. Az 1850-es évek végére az osztrák abszolutizmus a válságát élte. A központi ellenőrzés fellazult, csökkent a németesítés és egyben jelentősen csökkent az iskolák látogatottsága is.
A kiegyezésig, illetve az 1868-as iskolatörvényig Magyarországon csak egyházi fenntartású népiskolák voltak. A tanköteles gyerekeknek csak mintegy fele járt iskolába.

### A kiegyezés után
Az 1868-as törvény alapján a tananyag minimuma az egyházak által fenntartott népiskolai intézetekben: hit- és erkölcstan, olvasás és írás, számolás és a magyar mértékegységek ismerete, nyelvtan, természettan és a természetrajz elemei, hazai földrajz és történelem, gyakorlati útmutatások a mezei gazdaság és kertészet körében, a polgári jogok és kötelességek ismertetése, ének, testgyakorlat. Valamennyi népiskolában az 1879. XVIII. t.-c. óta kötelező tantárgy a magyar nyelv. 
Az 1868. törvény megalkotásakor nem volt állami, csak egyházi fenntartású iskola. A népiskola típusai:
- az elemi iskola,
- felső népiskola,
- polgári iskola
- és tanítóképző.

Az elemi népiskola két tanfolyamot foglal magába a) a mindennapi és b) az ismétlő (nem mindennapi) iskolai tanítást. Az első 6 évig, a másik 3 évig tart. Mindkettő kötelező. Az iskolalátogatás kötelezettsége elvileg a 6-ik év betöltésétől a 15-ik év betöltéséig tart. Az ismétlő iskola természetesen nem kötelező azokra, akik felsőbb tanintézetbe lépnek át. 
Az elemi iskolákon kívül az 1868. XXXVIII. t.-c. még a következő tanintézeteket szervezte a népiskolai intézetek keretében:
- Felső népiskola, melyet oly községek voltak kötelesek felállítani és fenntartani, melyek legalább 5000 lakost számlálnak. Egymástól legfeljebb félmérföldnyi távolságra fekvő telepepülések együtt is állíthatnak felső népiskolát. Tanfolyama fiúk számára 3, leányok számára 2 év. Felvétetnek oly tizenkét éves tanulók, akik az elemi népiskola 6 osztályát jó sikerrel elvégezték, vagy akik ennek megfelelő felvételi vizsgálatot tesznek. 1872-ben a felső népiskolákat a fiúk számára megtoldották gazdasági vagy ipari egyéves tanfolyammal, de 1882-ben ezt a külön tanfolyamot megszüntették s az akkor kiadott tanterv felvette a gazdasági és ipari szakoktatást a törvényben megállapított 3 évi tanfolyam keretébe. [4]

A felső népiskola tantárgyai:
- Lányok számára: hit- és erkölcstan, anyanyelv (olvasás és nyelvtan, "irálytan" – írás), a nem magyar ajkúak számára magyar nyelvtan, számtan, történettani tárgyak (földrajz, történelem), természettudományi tárgyak (természetrajz, természettan), női kézimunkák, éneklés.
- Fiúk számára: 
  - a) ha gazdasági szaktanítással van egybekapcsolva: hit- és erkölcstan, magyar nyelv (olvasás, nyelv-, irálytan és fogalmazás), mennyiségtan tárgyak (szám- és mértan kapcsolatban az egyszerű gazdasági könyvvitellel), természettudományi tárgyak, földrajz, történelem és alkotmánytan (egybekötve a mezei rendőri törvényekkel), mezei gazdasági tárgyak (növénytermelés, kertészet, szőlőművelés, borászat és erdészet; a növények betegségei; mezei gazdasági üzlettan; mezei gazdasági, kertészeti stb. gyakorlatok, méhészet, selyemtenyésztés), művészeti tárgyak (rajzolás és szépírás, éneklés); testgyakorlás, főleg katonai gyakorlatok;
  - b) ha ipari tanműhellyel van egybekapcsolva: hit- és erkölcstan, magyar nyelv (magyar nyelvtan, irály és üzleti fogalmazás); mennyiségtani tárgyak (szám- és mértan kapcsolatban az ipari egyszerű könyvvitellel), természettudományi tárgyak (természetrajz, természettan, vegytan), történelmi tárgyak (földrajz, történelem és hazai alkotmánytan), iparmű- és nemzetgazdaságtan, ipari gyakorlatok, művészeti tárgyak (szabadkézi rajz, mértani és iparrajz, szépírás, éneklés), testgyakorlás, főleg katonai gyakorlatok.[4]

- Polgári iskola, melyet nagyobb községek voltak kötelesek felállítani és fenntartani felső népiskola helyett a község lakosai számára, felekezeti különbség nélkül. A polgári iskola fiuk számára 6, leányok számára 4 év. A felvétel az elemi iskola 4 évi folyamának elvégzéséről szóló bizonyítvány, vagy felvételi vizsga alapján történik. Tantárgyak: hit- és erkölcstan; anyanyelv, irálytan és irodalom; ahol a tanítási nyelv nem magyar, ott a magyar nyelv; ahol a tanítási nyelv a magyar, ott a harmadik évfolyamon kezdve a német nyelv; számvetés, mértan; hazai és egyetemes földrajz és történelem; természetrajz és természettan, vegytan; mezei gazdaság vagy ipartan; statisztika; köz- és váltójog alapvonalai; könyvvitel; rajz és szépírás, ének, test- és fegyvergyakorlat. Rendkívüli tantárgyak, amint a község ereje engedi: a latin, francia nyelv és a zene. A törvény 76. §-a kimondja, hogy a polgári iskolák négy első osztályában a tanterv úgy állapítandó meg, hogy benne ugyanazok a tantárgyak taníttassanak, mint a középiskola négy osztályában, a latin nyelv kivételével. A polgári iskola e rendezkedés alapján az első négy osztályban általában, de különösen a fővárosban életrevalónak bizonyult. De annál kevésbé bizonyult életrevalónak a két felső osztály, mely 1884 óta számos helyen kereskedelmi iskolává alakult át.[4]

Az 1868. XXXVIII. t.-c. intézkedik még a tanítóképző intézetekről és a tanfelügyelőkről. 
Magyarországon a 19. század végén három rendbeli népiskolai tanintézet áll fent: elemi népiskola, felső népiskola és polgári iskola. Az elemi iskola két tanfolyamot foglal magában, úgymint a) 6 évig tartó mindennapi, és b) a 3 évig terjedő ismétlőiskolai tanítást. A mindennapi iskolába tartoznak járni a 6. életévüket betöltött gyermekek 12. életévük betöltéséig, az ismétlőbe pedig 12–15 évesek. 
Felső népiskolákat a legalább 5000 lakost számláló településeknek kellett felállítani. A tanfolyam a fiúk számára 3, a lányok számára 2 év.
A 19. század legvégén, 1896-ban a magyarországi gyerekeknek még mindig csak 79%-a járt iskolába. A szülők gyakran nem tudták biztosítani a gyerekek iskolába való járásához a megfelelő téli ruhát, nem tudták nélkülözni a háztartási és ház körüli munkájukat és folyamatosan iskolába járatni őket. A törvényes előírás szerinti tíz hónapot csak az iskolák ⅓-ban tanították végig. A népiskolák jelentős része egyházi fenntartású volt, a falvakban zömmel osztatlan, egy tanító tanította az iskola összes tanulóját.

### 20. század eleje
A hat évfolyamú mindennapi elemi iskola megmaradt ugyan, azonban a két felsőbb osztály benépesülése annyira gyér volt, hogy pl. 1913–1914-ben a mindennapi elemi iskola két utolsó évfolyamát csak a tanulók 14 %-a látogatta. Azonban az elsorvadt és a népoktatási intézmények keretéből kiemelkedett iskolafajok helyébe két újabb népoktatási intézmény lépett: a mezővárosokban a szaktanítás, gazdasági továbbképző népiskola és a városokban az iparos- és kereskedőtanonc-iskola. A népiskolák mint nagy néptömeget befogadó iskolafaj, meglehetősen nagy tehertétel volt az állami költségvetésben.
Az 1921-es törvénycikkely büntető szigorral kényszerítette a szülőket tanköteles korban levő gyermekeik iskoláztatására. A tantermek és iskolák száma azonban nem volt elegendő és sok helyen messziről, gyalogosan jártak be a tanköteles gyerekek, a téli félévben a sokfelé kövezetlen, sáros utakon ez alig volt megvalósítható. Az iskolaépületek düledező volta, az iskolák túlzsúfoltsága és a tanítók lakáshiánya szintén jellemző volt.

### A két világháború között

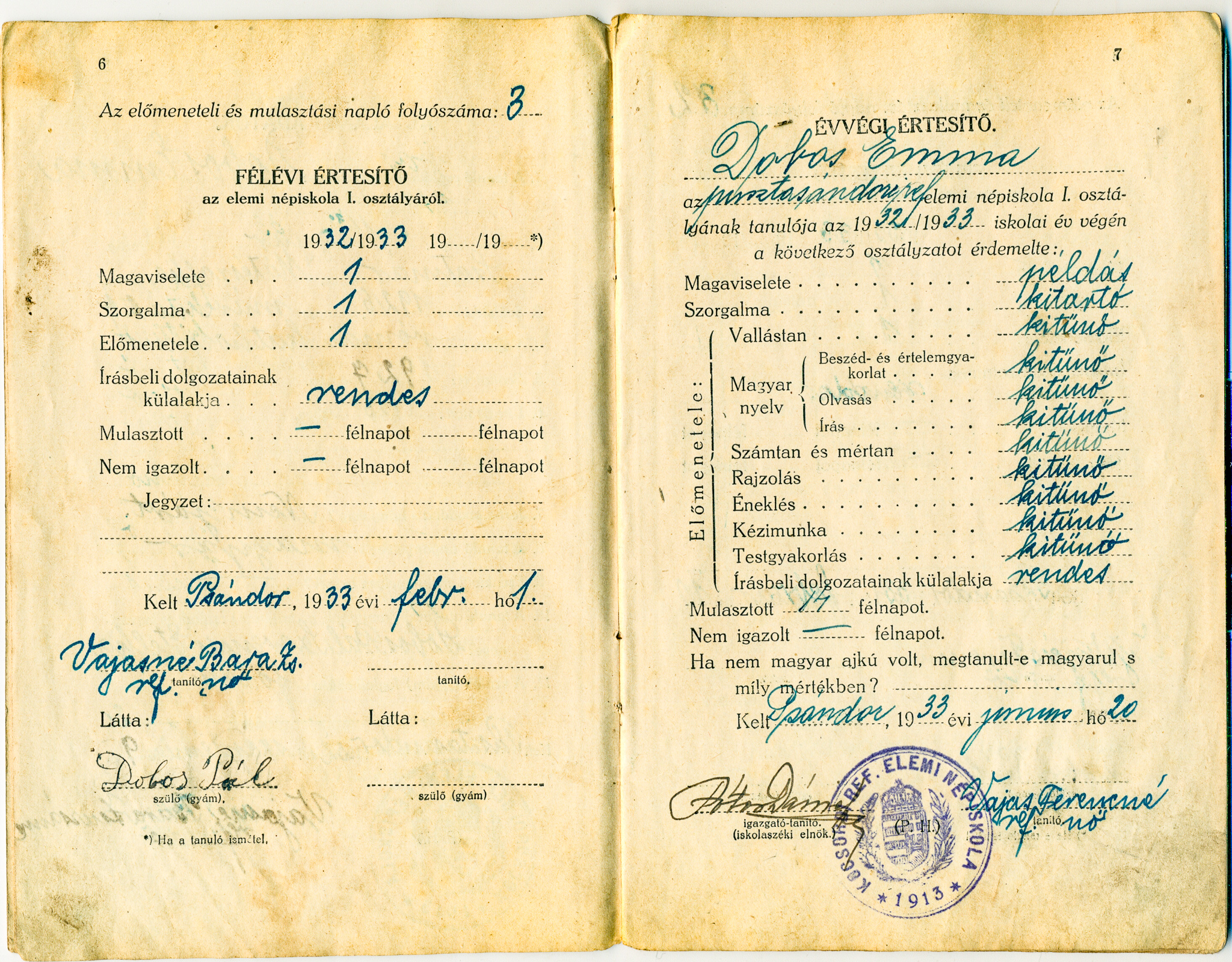
Elemi népiskolai bizonyítvány az 1930-as évekből

Gróf Klebelsberg Kuno kultuszminiszter tevékenysége kiemelkedő volt a népoktatás történetében. 1926-27-ben az ő munkássága révén elindult a népiskolai program. A gróf az iskolaépítésre és a tanyai iskoláztatásra helyezte a hangsúlyt. Az országot 5 km sugarú körökre osztották fel. Ezeken belül a hatóságokat és földbirtokosokat arra kötelezték, hogy népiskolát létesítsenek. 3-5 év alatt mintegy ötezer népiskolai terem és tanítólakás épült az országban. Ez volt Magyarországon a legnagyobb iskolaszervezési akció. Klebelsberg Kuno nagy terve volt még a 8 éves népiskola bevezetése, ám ez csak később valósult meg. 
A II. világháború végéig felekezeti, községi, társulati, magán- és állami népiskolák működtek. 1931-32-ben 6862 iskola működött Magyarországon. A tanítók és tanítónők száma 19 407. Az elemi népiskolákba mintegy egymillió gyermek járt.
Ekkor (1931-32) az elemi iskolák jelleg szerint így oszlanak meg: 
- r. katolikus 2841
- állami 1247,
- református 1089
- községi 816,
- ág. h. evangélikus 396,
- egyéb.

Az általános és gazdasági továbbképző (ismétlő) iskolák száma 5634, összesen 162 865 tanulóval. Ezeken kívül még 55 önálló gazdasági népiskola, 481 iparos- és kereskedőtanonc-iskola és 1210 kisdedóvó-intézet volt a megcsonkított országban.

### A népiskolai rendszer vége
A II. világháború után, 1945-ben jelent meg az Ideiglenes Nemzeti Kormány rendelete az általános iskola létrehozataláról. Ennek teljes tanterve 1946 nyarán.